# Salvador Vázquez de Parga
Salvador Vázquez de Parga Chueca (Lérida, 1934-Barcelona, 23 de marzo de 2009) fue un magistrado español, teórico de la historieta y de la novela popular de España. 

## Biografía
Trabajó de juez de primera instancia y luego de magistrado en Barcelona. Desde muy joven empezó a interesarse por los tebeos y la temática criminal en la literatura. Ya en los años 1970, escribía artículos sobre historieta para diversas revistas del medio, como Sunday Cómics.
En 1980, publicó Los comics del franquismo, su primer libro; al que seguirían ensayos monográficos sobre Emilio Freixas (1982), Alex Raymond (1983) y Harold Foster (1983) para la colección Cuando el comic es nostalgia. También participó en la Historia de los Comics (1983) dirigida por Javier Coma para la Editorial Toutain con los artículos El comic realista español desde 1950 hasta los últimos años 60", "De Mortadelo a Makoki: El humor y la sátira en los comics españoles de los últimos tiempos" o Los comics del Norte de Europa: Dinamarca, Suecia, Finlandia, en primer plano nórdico. También con Javier Coma, firmó el manifiesto "Ante un conato de degradación del significado cultural del cómic" (1983).
Al mismo tiempo abordaba la novela popular en títulos como Los mitos de la novela criminal (Planeta, 1981), Héroes de la aventura (Planeta, 1983), Espías de ficción (Planeta, 1985), De la novela policíaca a la novela negra (Plaza y Janés, 1986) y La novela policíaca en España (Ronsel, 1993). 
En 1998, apareció una monografía titulada Los cómics gay dentro de la Biblioteca del Dr. Vértigo de Editorial Glénat, firmada por un tal Santi Valdés, que también se le atribuye. En cualquier caso, volvió a tratar de la historieta en Los tebeos de aventuras en 200 portadas (1999, Glénat).
Sus últimos libros fueron Héroes y enamoradas. La novela popular española (2000, Glénat) y Las novelas de aventuras en 250 portadas (2003, Glénat).